# Mas-d'Auvignon
Mas-d'Auvignon è un comune francese di 162 abitanti situato nel dipartimento del Gers nella regione dell'Occitania.

## Società

### Evoluzione demografica
Abitanti censiti